# Женевский музей искусства и истории
Женевский музей искусства и истории (фр. Musée d'art et d'histoire de Genève) — художественно-исторический музей, расположенный в Женеве.

## История

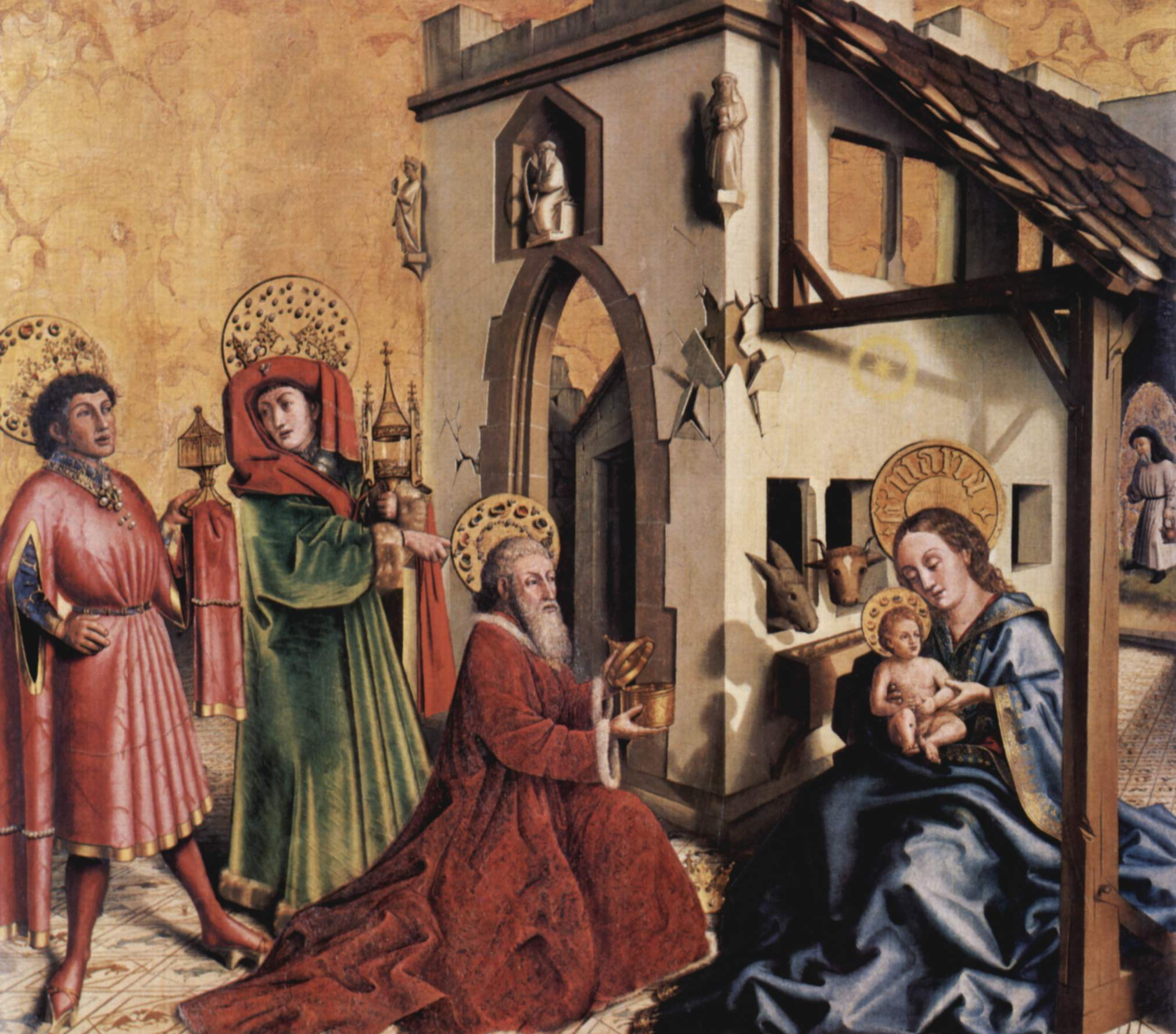
Конрад Виц. Поклонение волхвов

Активная выставочная деятельность началась в Женеве в 1789 году с основанием Общества искусств, проводившего регулярные выставки (Salon des Artistes). Принятая вскоре после этого под влиянием Великой французской революции новая конституция Женевы предусматривала создание музея, который должен собрать в себе все виды искусства для народного просвещения. В 1798 г. Исполнительная Директория решила отослать часть картин, которые хранились в Париже и Версале, в провинциальные города, по причине того, что им не нашлось места в Лувре, и одним из таких городов стала незадолго перед тем аннексированная Францией Женева.
B 1824 году сёстры Жанна и Генриетта Рат во исполнение завещания своего брата, генерала Симона Рата, и на унаследованные от него средства приступили к строительству здания для нового музея, и в 1826 году Музей Рат открылся на женевской Новой площади. В нём расположилась коллекция Общества искусств, включавшая в том числе работы Жана Этьена Лиотара, Родольфа Тёпфера и др., а также начали проводиться временные выставки современного женевского искусства.
Примерно с 1872 года в городе осознали необходимость создания по настоящему большого музея. По замыслу, этот музей должен будет собрать коллекции полотен, скульптур, а также археологических находок, оружейные принадлежности, декоративные предметы. Начало строительства музея было начато в 1903 году под руководством Марка Камолетти (Marc Camoletti), который был вдохновлен постройкой Малого дворца в Париже и попытался привнести многое в архитектуру женевского музея. Строительство было закончено в 1910 году и музей стал называться Музеем искусства и истории (Musée d’Art et d’Histoire).
Таким образом, Женевский музей искусства и истории стал центром целой сети музеев:
- Кабинет графического искусства музея искусства и истории,
- Библиотека искусства и археологии музея искусства и истории,
- Музей Рат,
- Дом Тавель
- Музей Ариана

Во время гражданской войны в Испании в 1939, все самые ценные экспонаты музея Прадо были эвакуированы в Женеву, где хранились в музее искусства и истории.

## Коллекция

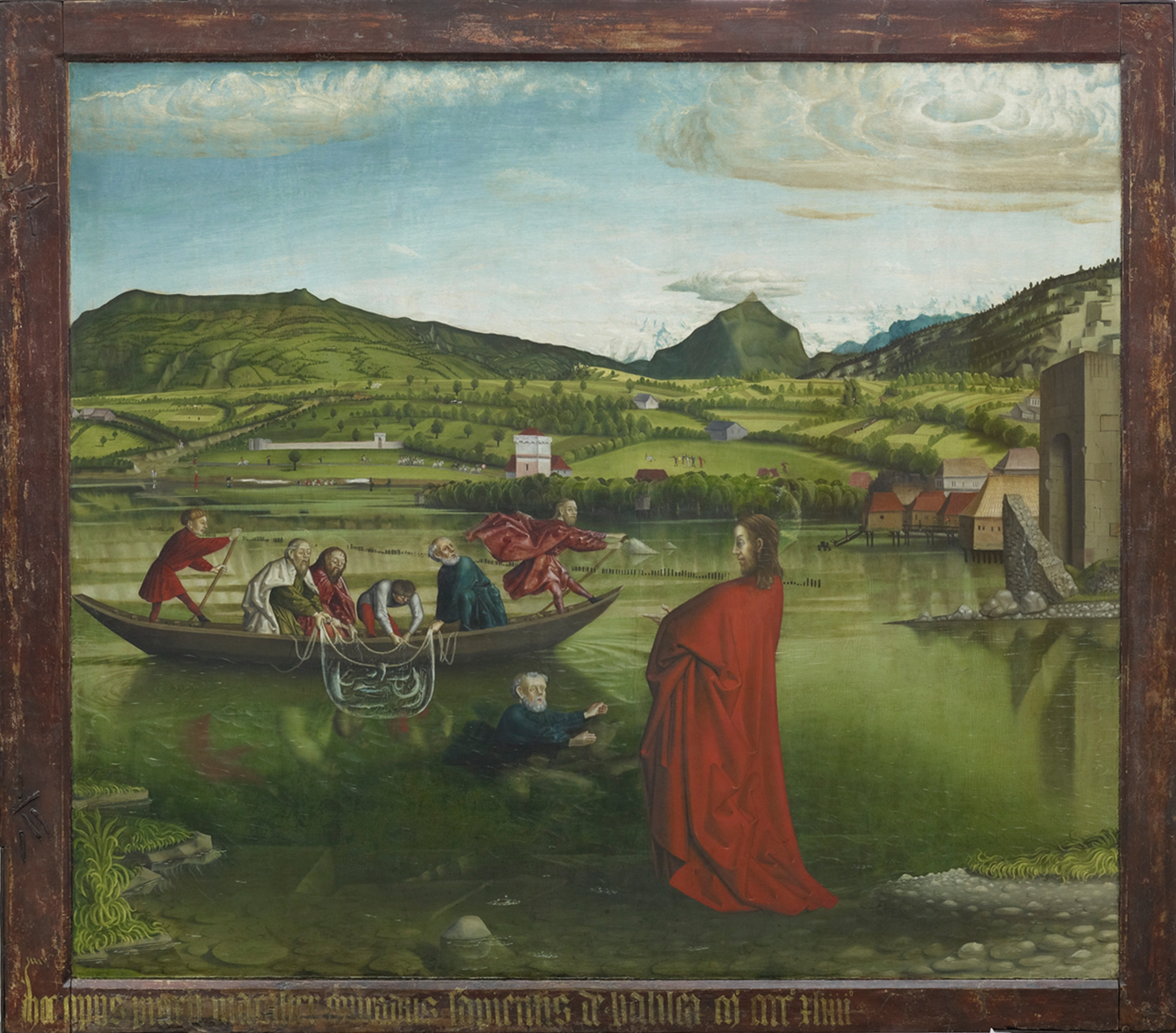
Конрад Виц. Чудесный улов. 1444

Наиболее значимым произведением в собрании музея считается алтарь, созданный в 1444 году Конрадом Вицем для женевского Собора Святого Петра, в особенности панно «Чудесный улов». Став частью музейного собрания в 1910 году, алтарь вскоре приобрёл статус одного из главных произведений в истории швейцарского искусства.

### XIX век

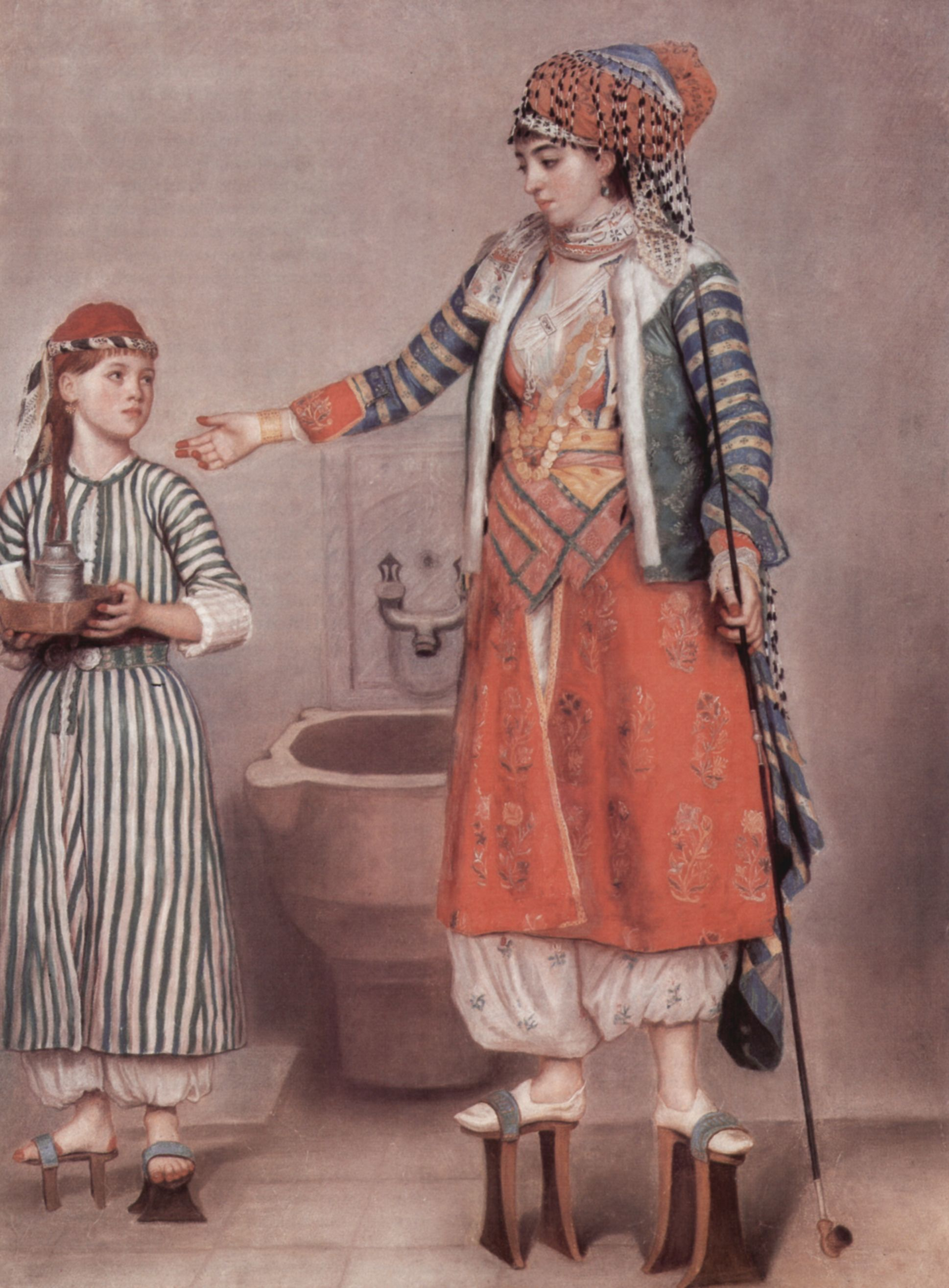
Турецкая женщина и её служанка (1750) Жана-Этьена Лиотара

На протяжении долгого времени в женевском музее было довольно мало работ импрессионистов, несмотря на усилия Общества Друзей Музея. Но недавние многочисленные дары помогли поднять эту коллекцию. Ниже перечислены основные работы, которыми располагает музей:
- Камиля Писсарро с его полотном «Farmyard at Montfoucault» 1874 года,
- Огюста Ренуара и его «Лето», где он изобразил актрису Генриетту Эриот.
- Картины Клода Моне: «Effects of Snow», «Road st Argenteuil» 1875, «The Seine Downstream from Vétheuil» 1879, а также «Пионы», которые были написаны художником в его саду в Живерни в 1887 году.
- Поля Сезанна и его «Bellevue House» и версия «Купальщиков»

### XX век
- Антуан Бурдель «Голова красноречия»
- Феликс Валлоттон «Сентиментальный диалог» (1898) и «Турецкая Баня»
- Джованни Джакометти «Автопортрет»
- Марк Шагал «Мёртвый человек»
- Амодео Модильяни «Женщина в чёрном»
- Александр Архипенко «Ходьба»
- Пабло Пикассо «Купальщики в Гарупе», 1957